# Peristedion ecuadorense
Peristedion ecuadorense är en fiskart som beskrevs av Teague, 1961. Peristedion ecuadorense ingår i släktet Peristedion och familjen Peristediidae. Inga underarter finns listade i Catalogue of Life.